# Mamacita (Black Eyed Peas)
Mamacita is een nummer van de Amerikaanse band Black Eyed Peas uit 2020, in samenwerking met de Puerto Ricaanse zanger Ozuna. Het is de tweede single van Translation, het achtste studioalbum van Black Eyed Peas.
Hoewel de Filipijnse zanger J. Rey Soul twee jaar eerder al lid werd van de band, wordt zij toch apart als artiest op de credits vermeld en is het de eerste single waarop zij te horen is. Het nummer, dat een sample bevat uit La Isla Bonita van Madonna, werd in veel landen een grote hit. Hoewel het in de Amerikaanse Billboard Hot 100 een magere 62e positie haalde, bereikte het de 5e positie in de Nederlandse Top 40 en kwam het in de Vlaamse Ultratop 50 een plek hoger. Hiermee was het voor het eerst sinds hun hiaat uit 2011 dat Black Eyed Peas weer in de Nederlandse Top 40 stond.
Will.i.am · Apl.de.ap · Taboo · Fergie